# Picaflors menut
El picaflors menut (Dicaeum pygmaeum) és un ocell de la família dels diceids (Dicaeidae).

## Hàbitat i distribució
Habita boscos i vegetació secundària de les terres baixes de les Filipines, excepte l'Arxipèlag de Sulu.